# Эдвардс, Питер (химик)
Питер Эдвардс (Peter P. Edwards; род. 30 июня 1949, Англия) — британский химик, специалист в области физики конденсированного состояния.
Доктор философии (1974), член Лондонского королевского общества (1996) и Леопольдины (2009), иностранный член Американского философского общества (2012), профессор Оксфордского университета.
Окончил Солфордский университет (бакалавр), там же получил степень доктора философии (1974). Затем занимался в Корнелле (как Фулбрайтовский стипендиат), Кембридже (лектор его Джизус-колледжа). Являлся профессором в Бирмингеме. Ныне, с 2003 года, в Оксфорде — профессор; фелло St Catherine's College, Oxford.
Член Academia Europaea (2013).
Иностранный почётный член Американской академии искусств и наук (2014).

## Награды и отличия
- Corday-Morgan-Preis[нем.] (1985)
- Tilden Prize[англ.] (1993)
- Liversidge Award[англ.] (1999)
- Медаль Хьюза (2003)
- Эйнштейновский профессор Китайской АН (2011)
- Бейкеровская лекция (2012)
- Worshipful Company of Armourers and Brasiers Materials Science Venture Prize (2012)